# Aristolochia utriformis
Aristolochia utriformis là một loài thực vật thuộc họ Aristolochiaceae. Đây là loài đặc hữu của Trung Quốc.